# 卡路斯·荷西·卡斯迪路
卡路斯·荷西·卡斯迪路（葡萄牙語：Carlos José Castilho，1927年11月27日—1987年2月2日）是一名巴西前職業足球運動員，擔任守門員，出生於里約熱內盧，1947年至1964年效力於 富明尼斯。卡斯迪路曾經代表巴西參加四屆世界杯：1950年、1954年、1958年和1962年，但他實際上只打了三場比賽，所有比賽都在1954年世界盃。他作為守門員常做出看似不可能的撲救，由於他的好運氣，他的對手的支持者稱他為“Leiteria”（幸運的人），而富明尼斯的支持者稱他為“Saint Castilho”。
卡斯迪路的職業生涯中，他為富明尼斯出場699場，成為球會上陣次數最高的紀錄保持者。他贏得420場比賽，失了777球，保持255場不失球，全都是富明尼斯球會的個人最高記錄。
他於1987年2月2日自殺。

## 榮譽
富明尼斯
- 卡里奧卡錦標賽: 1951, 1959, 1964
- 里約-聖保羅錦標賽: 1957, 1960
- 里約盃: 1952

彼辛度
- 帕拉安錦標賽: 1965

巴西
- 國際足協世界盃: 1958, 1962[1]

## 外部鏈接
- Castilho – FIFA國際賽競賽紀錄 (存檔)